# 工人共產黨 (義大利)
工人共產黨（義大利語：Partito Comunista dei Lavoratori，缩写为PCL）是意大利的一個托洛茨基主义政黨。2006年，马尔科·费尔南多領導的托洛茨基主義派别革命马克思主义协会—共产主义规划脫離重建共產黨，另立工人共产党。该党曾是争取第四国际重建协调委员会的支部。